# Eugène Poubelle
Eugène-René Poubelle (nascido em Caen, França, 15 de abril de 1831, morreu em Paris em 15 de julho de 1907) foi o administrador que fez o uso da lixeira obrigatório em Paris
, e desde então, a lixeira é chamada de la poubelle em francês. Ele era um advogado, administrador e diplomata que, como préfet de Sena, região da França, introduziu medidas de higiene em Paris, que receberam seu nome.

## Biografia
Eugène Poubelle nasceu em uma família burguesa em Caen. Ele estudou para se tornar advogado e recebeu um PhD. Ele ensinou nas universidades de Caen, Grenoble e Toulouse antes de se tornar préfet, ou representante do governo e administrador regional, na Charente, em abril de 1871. Ele então sucessivamente tornou-se préfet de Isère, Córsega, Doubs, Bouches-du-Rhône e, finalmente, de 1883 a 1896, do departamento de Sena.
Préfet de Sena era uma posição de muito poder, e o préfet efetivamente exercia em Paris os poderes que um prefeito eleito teria em outras cidades francesas. Em 7 de Março de 1884 Poubelle decretou que os proprietários de edifícios deveriam fornecer seus residentes com três recipientes cobertos de 40 a 120 litros para armazenar o lixo doméstico. O lixo deveria ser classificado em itens compostáveis, papéis e panos, e louça e conchas.
A população de Paris, perto de dois milhões, precisava de um sistema para esvaziar os recipientes regularmente. Os parisienses começaram a chamar suas de Poubelle, um hábito incentivado pelo jornal Le Figaro, que as chamou de Boîtes Poubelle. As caixas encontraram resistência, proprietários de edifícios se ressentiam com o custo de fornecimento e supervisão das caixas, e os tradicionais chiffonniers (os catadores de lixo da época) viam as lixeiras como uma ameaça para seus empregos. As caixas deterioraram-se, mas os princípios que Poubelle estabeleceu sobreviveram. Mas não foi até o final da Segunda Guerra Mundial que os caixotes de lixo e sua coleta por municípios tornaram-se comuns. Nessa época, poubelle como um substantivo já havia sido criado, e foi reconhecido pela primeira vez por um suplemento do Grand Dictionnaire Universel du 19ème Siècle, em 1890.
Eugène Poubelle também fez campanha com êxito para o direto de drenagem. Um ressurgimento da cólera em 1892 levou ao seu decreto, em 1894, de que todos os edifícios deveriam ser conectados diretamente ao esgoto, e o proprietário do edifício deveria arcar com os custos.
Poubelle tornou-se embaixador no Vaticano em 1896, e na corte de Roma, em 1898. Ele foi cônsul-geral do cantão de Saissac no Aude, de 1898 a 1904, e presidente da Société Centrale d'Agriculture de l'Aude, onde defendeu os interesses de vinho no sul da França, também chamado de "Le Midi" pelos franceses.

## Morte e comemoração

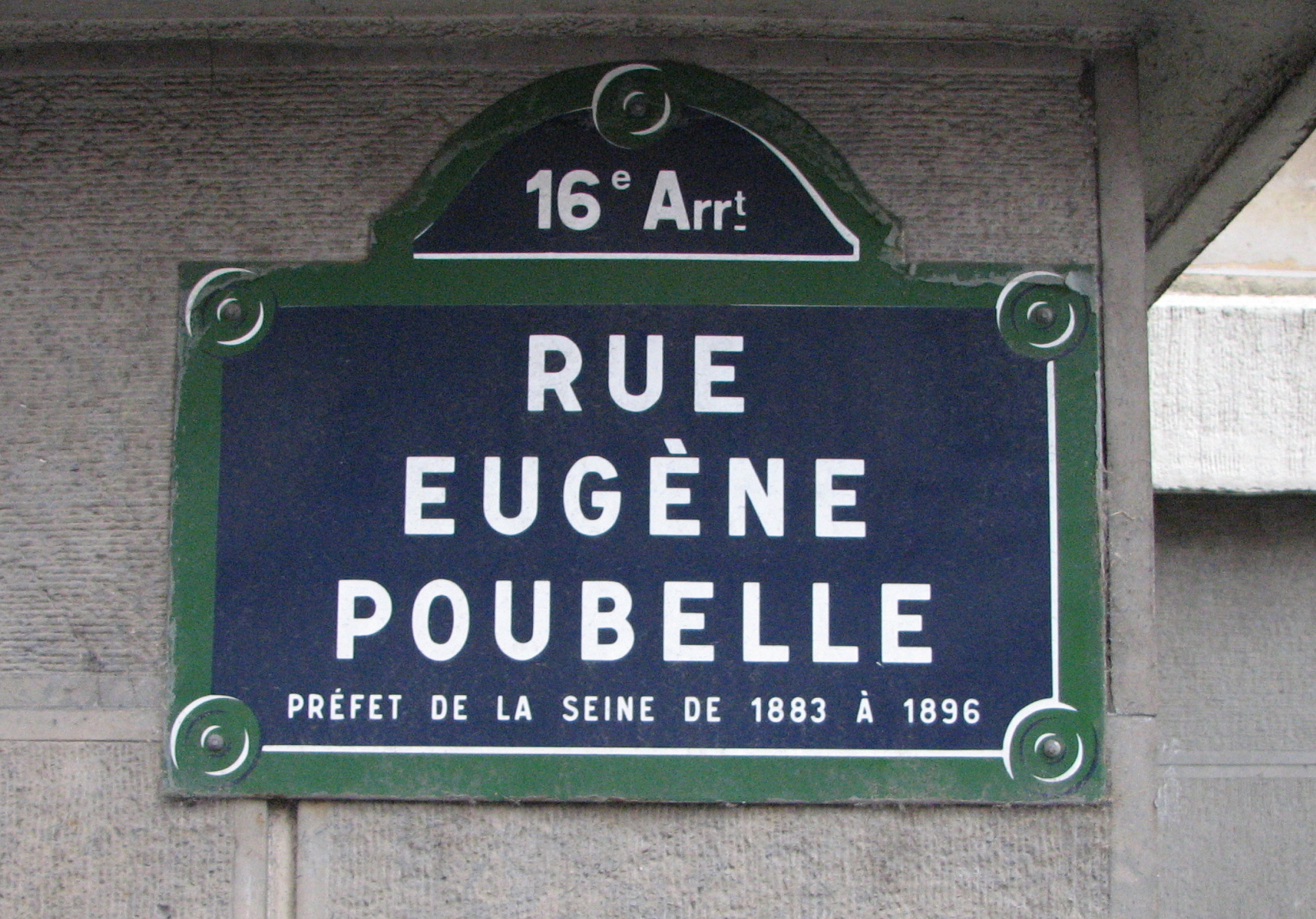
Rue Eugène Poubelle em Paris

Poubelle faleceu em Paris em 15 de julho de 1907 e está enterrado no cemitério Herminis perto de Carcassonne; um busto representando ele é exibido do lado de fora do Musée des Beaux-Arts da cidade. Rue Eugène Poubelle, uma rua entre a Avenue de Versailles e o Quai Louis Blériot em Paris, no 16.º arrondissement, leva seu nome.